# فرانسوا مارتي
فرانسوا مارتي (بالفرنسية: François Marty)‏ هو كاهن كاثوليكي وكاتب فرنسي، ولد في 18 مايو 1904 في فرنسا، وتوفي في 16 فبراير 1994 في Monteils, Aveyron ‏ في فرنسا.

## وصلات خارجية
- فرانسوا مارتي على موقع مونزينجر (الألمانية)